# Garret Graves
Garret Neal Graves, född 31 januari 1972 i Baton Rouge i Louisiana, är en amerikansk republikansk politiker. Han var ledamot av USA:s representanthus 2015–2025.
Graves studerade vid University of Alabama, Louisiana Tech University och American University. Han blev invald i representanthuset i mellanårsvalet i USA 2014 med omval 2016.